# Runenstein von Indre Bø
Koordinaten: 59° 0′ 49,5″ N, 5° 34′ 44,8″ O
Der Runenstein von Indre Bø (N 249) auch Ytre Bø oder Bøvika, steht im Garten eines Bauernhofes in Indre Bø in Randaberg bei Stavanger in der Fylke Rogaland in Norwegen.
Der wie eine hohe schlanke Platte geformte Runenstein ist etwa 4,5 Meter hoch, 60 bis 70 cm breit und 30 cm dick. Die Oberseite ist flach. Der Stein ist bläulich-grau.
Die Runeninschrift im jüngeren Futhark befindet sich in der rechten Ecke der Südseite. Sie beginnt 0,5 Meter über dem Boden entlang der längeren Kanten des Steins und sie liest sich von unten nach oben. Sie datiert den Stein auf 800 bis 900 n. Chr. Die Inschrift lautet: „Kolbjørn war der Name eines Mannes, der hier lebte.“
Der Runenstein steht in einer Grabröse mit einem Durchmesser von 5,5 m. Vermutlich wurde er dort sekundär aufgestellt.
In der Nähe steht der Bautastein von Indre Bø.